# Hande Korkut
Hande Korkut est une joueuse de volley-ball turque née le 28 octobre 1990 à Diyarbakır. Elle mesure 1,88 m et joue au poste de centrale. 

## Clubs
| Club                        | De        | À         |
| --------------------------- | --------- | --------- |
| Anadolu Üniversitesi        | 2003-2004 | 2006-2007 |
| Kocaeli BŞB Kağıtspor       | 2008-2009 | 2011-2012 |
| Karşıyaka İzmir             | 2012-2013 | 2012-2013 |
| Rota Koleji İzmir           | 2013-2014 | 2013-2014 |
| Çanakkale Belediye          | 2014-2015 | 2015-2016 |
| İdmanocağı Spor Kulübü      | août 2016 | déc 2016  |
| Anakent Spor Kulübü         | 2016-2017 | 2016-2017 |
| Beylikdüzü Voleybol İhtisas | 2017-2018 | 2017-2018 |
| Nilüfer Belediye            | 2018-2019 | 2018-2019 |
| Aydın BBSK                  | 2019-2020 | …         |